# جنگ داخلی افغانستان (۱۹۹۶–۱۹۹۲)
جنگ داخلی افغانستان از ۱۹۹۲ تا ۱۹۹۶ به دوره خشونت‌باری از جنگ در افغانستان از سال ۱۹۷۸ تاکنون اشاره می‌کند که پس استعفای رئیس‌جمهور محمد نجیب‌الله و سقوط جمهوری دموکراتیک افغانستان رخ داد. پس از آن دولت اسلامی افغانستان در آن زمان طبق پیمان پیشاور تأسیس گشت. هدف این پیمان توافق صلح و تقسیم قدرت بود که تمام احزاب افغانستان در سال ۱۹۹۲ با آن توافق کردند و متحد شدند، به غیر از حزب اسلامی گلبدین حکمتیار که آن را نپذیرفت. اگرچه در این زمان به حکمتیار پیشنهاد نخست‌وزیری داده شد اما او درصدد حاکمیت کامل در افغانستان بود. حکمتیار سریعاً بمباران شهر کابل را آغاز نمود که باعث شروع دورهٔ جدیدی از جنگ در افغانستان شد. در طول این جنگ شهرهای کابل، هرات، مزار شریف و قندهار بیشترین میزان خشونت و تلفات را نسبت به شهرهای دیگر دادند.
نیروهای شورای نظار (جمعیت اسلامی افغانستان به رهبری احمد شاه مسعود و برهان الدین ربانی منطقه شمال شرق کابل، نیروهای حزب اسلامی افغانستان به رهبری گلبدین حکمتیار در مناطق وسیع جنوب کابل، اتحاد اسلامی برای آزادی افغانستان رسول سیاف مناطق افشار قرغه، جنبش ملی اسلامی افغانستان به رهبری عبدالرشید دوستم شمال کابل، نیروهای حزب وحدت اسلامی افغانستان به رهبری عبدالعلی مزاری در مناطق شمال غرب و غرب کابل حضور داشتند. این نیروها از طرف کشورهای خارجی حمایت می‌شدند. کشورهای غرب و منطقه مانند روسیه، پاکستان، عربستان سعودی و ایران.
در سال ۱۹۹۶، جنگ‌های داخلی با پیروزی طالبان پایان یافت. طالبان که در سال ۱۹۹۴ تشکیل شده بود شهر کابل را تسخیر کردند و بیش از ۹۰٪ کشور را تحت کنترل گرفتند و منطقهٔ کوچکی را در شمال شرقی برای مجاهدین اختصاص دادند.

### کتابشناسی
- سید، سید عبدالقوس. «از فصل یک الی هشتم». جنگهای کابل از سال ۱۳۷۱–۱۳۷۵. ج. ۱.
- میم - میهن فدا. «جنگ‌های کابل «زرافه قشنگ»». وبگاه نی. دریافت‌شده در ۲۹ دسامبر ۲۰۱۲. (جنگهای کابل نوشته م مهین فدا در تحت عنوان جنگهای کابل زرافه قشنگ در وبگاه مشعل در پنج فصل خلاصه گردیده‌است. هکذا در وبگاه نی تمام فصل وجود دارد)
- Saikal, Amin (2004). Modern Afghanistan: A History of Struggle and Survival. I.B.Tauris. ISBN 978-0-85771-478-7.